# Квентин Брајс
Квентин Алис Луиз Брајс (енгл. Quentin Alice Louise Bryce; Бризбејн, 23. децембар 1942) је 25. генерални гувернер Аустралије. Именована је у септембру 2008. од стране краљице Елизабете II.
Радила је као адвокат. Од 2003. до 2008. била је гувернер Квинсленда. Она је прва жена генерални гувернер Аустралије, а избором Џулије Гилард за премијера у јуну 2010, први пут је жена истовремено и на челу државе и на челу владе Аустралије.
Удата је за архитекту Мајкла Брајса.